# Margorejo (Cepiring)
Margorejo is een bestuurslaag in het regentschap Kendal van de provincie Midden-Java, Indonesië. Margorejo telt 1134 inwoners (volkstelling 2010).